# Ubaldo Huamán
Juan Ubaldo Huamán Paucarmayta  (Cusco, 16 de mayo de 1959) es un comediante y actor peruano, reconocido principalmente por su faceta de cómico ambulante bajo su nombre artístico, el cholo Cirilo, o también, Tayta Cirilo, y por protagonizar la película peruana del año 2012 Lima 13.

## Biografía

### Primeros años e inicios
Juan Ubaldo Huamán Paucarmayta nació el 16 de mayo de 1959 en Cuzco, proveniente de una familia de clase baja dedicada a la agricultura. En sus primeros años, Huamán estuvo involucrado a los movimientos sindicales, participando en el ejercicio cuzqueño por un breve tiempo. Comenzó su carrera artística formando parte del elenco artístico Grupo Yawar Mallca, donde ha participado en obras de teatro de temas político-sociales El gamonal y El sueño del pongo del escritor José María Arguedas. Además fue miembro del Movimiento de Teatro Independiente durante esa época. A los dieciseis años inicia su etapa como cómico ambulante en 1977 donde se presentaba en las calles y plazas de su ciudad natal bajo el nombre artístico de «el cholo Cirilo», personaje típico de los pobladores de la sierra peruana. Tiempo después, se muda a Lima para dedicarse al servicio military posteriormente, estudiar teatro en la Escuela de Artes Escénicas de la Universidad Nacional Mayor de San Marcos y la Escuela Nacional Superior de Arte Dramático.
Huamán retomó su faceta como cómico ambulante en la capital, donde conoció a Marco Alfredo Vidal «el Poeta de la Calle», así como otros comediantes como Juan Castellanos «Tripita» y Juan Carlos Hidalgo «Caballito».
No fue hasta 1991 cuando recibió la invitación de Augusto Ferrando para integrarse al concurso de cómicos ambulantes en su programa televisivo Trampolín a la fama siendo titulado como «El ambulante de la risa», la cual participó junto a Vidal, siendo ambos titulados como «La dupla de oro»,  realizando sus monólogos y chistes sobre las diferencias de un hombre del campo y el de la ciudad, convirtiéndose así su primer paso por la televisión.[cita requerida]
Tras la fama de los cómicos ambulantes en el medio, en el año 2000 se incluyó al elenco del programa humorístico Los cómicos de la calle para la televisora ATV volviendo a trabajar con Vidal, sumando el debutante humorista Chino Risas al dicho espacio sin éxito.[cita requerida] Estuvo en negociaciones para participar en la película peruana Diario de motocicleta en 2004.

### Carrera actoral
Mientras estaba realizando sus trabajos como cómico ambulante, Huamán fue invitado por la cineasta Claudia Llosa para sumarse al elenco de la película peruana Madeinusa en 2005 haciendo su debut de manera oficial como actor, con su personaje estelar de Cayo, padre de la protagonista homónima, interpretada por la actriz peruana Magaly Solier. Además, tuvo una breve participación en la serie cómica La paisana Jacinta ese año y en 2006 participa como «el cholo Peter» en la ficción policial La gran sangre.[cita requerida] Seguidamente participó como recurrente en la teleserie Al fondo hay sitio como Carlos Carbajo entre 2010 y 2016.[cita requerida]
Tras haber participado como invitado a diferentes programas televisivos, en el año 2012 asume por primera vez el protagónico de la película peruana Lima 13 de la dirección de Fabrizio Aguilar, interpretando a «Wachi», un padre de familia que trabajaba como vigilante de seguridad durante tiempos del fin del mundo en la capital peruana Lima. En el año 2016 participó en la cinta deportiva Calichín como uno de los pobladores del pueblo ficticio El Dolor. Además, participó en un episodio de la telenovela Amores que matan como el padre de Nayra.
Asumió la conducción de su programa cómico Rápidos y graciosos por la señal de UTV Cable Perú en 2018 y al año siguiente, se suma junto a la vedette Deysi Araujo por la misma televisora en el espacio musical Ritmo y sabor.

## Filmografía

### Televisión
| Año       | Título                      | Rol                       | Notas                                              | Emisión                 | Ref.             |
| --------- | --------------------------- | ------------------------- | -------------------------------------------------- | ----------------------- | ---------------- |
| 1991      | Trampolín a la fama         | «El cholo Cirilo»         | Concursante del segmento «El ambulante de la risa» | Panamericana Televisión | [ 3 ] [ 7 ]      |
| 2000      | Los cómicos de la calle     | «El cholo Cirilo»         | Comediante y parte del elenco                      | ATV                     | [ 3 ]            |
| 2000-2002 | La paisana Jacinta          | Varios roles              | Actor cómico                                       | Frecuencia Latina       | [cita requerida] |
| 2006      | La gran sangre              | «El cholo Peter/el Peter» | Rol principal                                      | Frecuencia Latina       | [ 11 ]           |
| 2007      | Yuru, la princesa amazónica | Wari León                 | Rol principal                                      | Frecuencia Latina       | [ 11 ]           |
| 2008      | Fuego cruzado               | «El cholo Cirilo»         | Invitado especial                                  | ATV                     | [cita requerida] |
| 2010-2016 | Al fondo hay sitio          | Carlos Carbajo            | Rol recurrente                                     | América Televisión      | [cita requerida] |
| 2011      | La Perricholi               | Indio                     | Rol principal                                      | América Televisión      | [cita requerida] |
| 2016      | Amores que matan            | Padre de Nayra            | Rol coprotagónico (Episodio 2: «Lejos de casa»)    | América Televisión      | [ 14 ]           |
| 2017-2018 | Rápidos y graciosos         | «El cholo Cirilo»         | Actor cómico                                       | UTV Cable Perú          | [ 15 ]           |
| 2019      | Ritmo y sabor               | Él mismo                  | Presentador                                        | UTV Cable Perú          | [ 15 ]           |
| 2025      | La rosa de Guadalupe Perú   | «Juan»                    | Rol recurrente                                     | América Televisión      | [cita requerida] |

### Cine
| Año  | Título                              | Rol                          | Notas                                       | Ref.             |
| ---- | ----------------------------------- | ---------------------------- | ------------------------------------------- | ---------------- |
| 2005 | Madeinusa                           | Cayo                         | Rol coprotagónico Dirección: Claudia Llosa  | [ 10 ]           |
| 2009 | La teta asustada                    | Soldado #4                   | Rol antagónico reformado                    | [ 1 ]            |
| 2012 | Lima 13                             | «Wachi»                      | Rol protagónico Dirección: Fabrizio Aguilar | [ 4 ] [ 12 ]     |
| 2016 | Calichín                            | Poblador del pueblo El Dolor | Rol principal                               | [ 13 ]           |
| 2016 | El viejo macho                      |                              | Rol principal                               | [cita requerida] |
| 2017 | Retablo                             | Don Genaro                   | Rol principal                               | [ 16 ]           |
| 2022 | Willaq pirqa, el cine de mi pueblo  | «El compadre»                | Rol principal                               | [ 17 ] [ 18 ]    |
| 2024 | Vivo o muerto: el expediente García | Taxista                      | Rol secundario                              | [cita requerida] |

## Teatro
- El gamonal (1975)
- El sueño del pongo (1975)